# Macrostylis truncatex
Macrostylis truncatex är en kräftdjursart. Macrostylis truncatex ingår i släktet Macrostylis och familjen Macrostylidae. Inga underarter finns listade i Catalogue of Life.